# Sherab Zam
Sherab Zam (Kashithang, 10 oktober 1983) is een Bhutanees boogschutter. Ze komt voor Bhutan uit op de Olympische Zomerspelen 2012 in Londen op het onderdeel boogschieten. Bij de kwalificatiewedstrijden behaalde ze 589 punten, goed voor een 61e plaats.